# Ångsjön (Kärrbo socken, Västmanland)
Ångsjön är en sjö i Västerås kommun i Västmanland och ingår i Norrströms huvudavrinningsområde. Sjön har en area på 0,215 kvadratkilometer och ligger 11,9 meter över havet.

## Delavrinningsområde
Ångsjön ingår i det delavrinningsområde (660704-155534) som SMHI kallar för Rinner till Mälaren-Granfjärden. Medelhöjden är 23 meter över havet och ytan är 68,93 kvadratkilometer. Det finns inga avrinningsområden uppströms utan avrinningsområdet är högsta punkten. Avrinningsområdets utflöde Norrström (Eskilstunaån) mynnar i havet. Avrinningsområdet består mestadels av skog (55 procent), öppen mark (10 procent) och jordbruk (31 procent). Avrinningsområdet har 0,64 kvadratkilometer vattenytor vilket ger det en sjöprocent på 0,9 procent.